# علي كريمي (لاعب كرة قدم مواليد 1982)
علي كريمي (30 أغسطس 1982 في إيران - ) هو لاعب كرة قدم إيراني في مركز الهجوم. لعب مع نادي ألومينيوم هرمزغان ونادي باس طهران ونادي تراكتور سازي ونادي سايبا ونادي سرخبوشان دلوارافزار ونادي شهرداري تبريز ونادي داماش طهران.

## وصلات خارجية
- علي كريمي (لاعب كرة قدم) على موقع قاعدة بيانات كرة القدم.إي يو (الإنجليزية)